# Cheile Tătarului, Munții Gutâi
Cheile Tătarului este o arie protejată de interes național ce corespunde categoriei a IV-a IUCN (rezervație naturală de tip hidro-geologic), situată în județul Maramureș, pe teritoriul administrativ al comunei Desești

## Localizare
Aria naturală se află în Munții Gutâi - Igniș (o grupă muntoasă a Carpaților Maramureșului și Bucovinei, aparținând de lanțul muntos al Carpaților Orientali), în partea central-nordică a județului Maramureș și cea nord-vestică a satului Mara, la o distanță de 30 de km, față de municipiul Baia Mare, lângă drumul județean  DJ183A.

## Descriere
Rezervația naturală declarată arie protejată prin Legea Nr. 5 din 6 martie 2000 publicată în Monitorul Oficial al României Nr. 152 din 12 aprilie 2000 (privind aprobarea planului de amenajare a teritoriului național - Secțiunea a III-a -  arii protejate) se întinde pe o suprafață de 15 hectare și se suprapune sitului Natura 2000 - Igniș.
Cheile se întind pe o lungime de 700 sute de metri și sunt singurele chei în andezit din țară.
Stâncile înalte dau un aspectul sălbatic și deosebit de pitoresc zonei, dar cu toate acestea cheile sunt destul de puțin cunoscute ca și atracție turistică.
Prin chei curge pârâul Runcu. Pe același pârâu este în construcție un lac de acumulare cu baraj din anrocamente. Finalizarea acestui baraj va duce la acoperirea de ape a zonei cheilor.

## Căi de acces
Din stațiunea turistică Izvoare, se urmează drumul forestier spre nord care duce în direcția Cabanei Pleșca și spre Poiana lui Dumitru.

## Atracții turistice

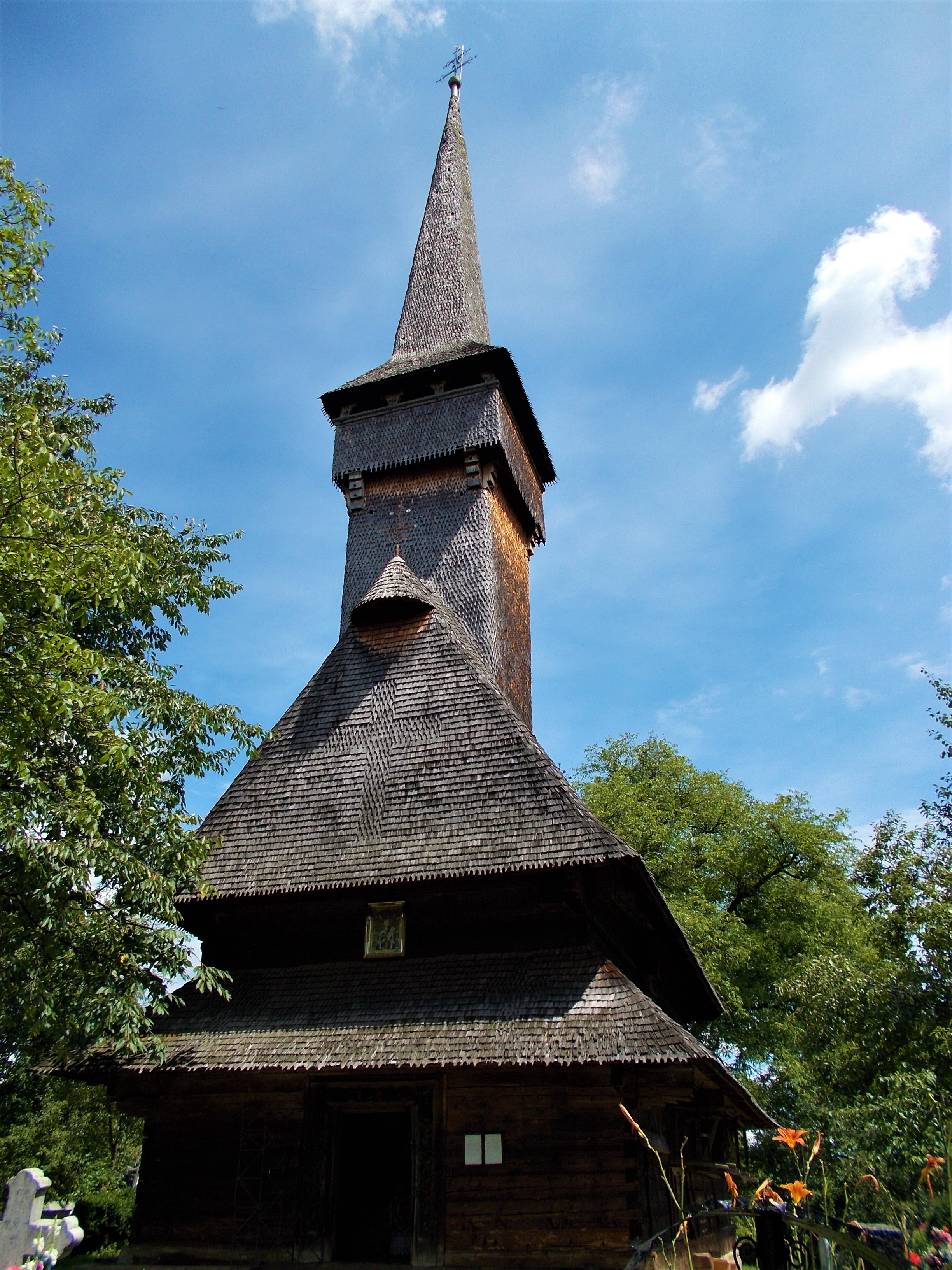
Biserica de lemn din Deseşti

În vecinătatea rezervației naturale se află mai multe obiective de interes turistic (lăcașuri de cult, monumente istorice, arii protejate, zone naturale), astfel:
- Biserica de lemn „Sf. Paraschiva” din Desești construită în secolul al XVIII-lea și inclusă în decembrie 1999 pe lista Patrimoniului Mondial UNESCO împreună cu alte șapte biserici din județul Maramureș.
- Rezervația naturală "Mlaștina Iezerul Mare" (0,5 ha)
- Aria protejată “Creasta Cocoșului” (50 ha)